# 栃剣展秀
栃剣 展秀（とちつるぎ のぶひで、1955年（昭和30年）4月26日 - ）は、愛知県名古屋市昭和区出身で春日野部屋に所属した元大相撲力士。本名は平野 展秀（ひらの のぶひで）。現役当時の体格は171cm、116kg。最高位は西前頭2枚目（1983年11月場所・1984年3月場所）。得意技は突き、押し、蹴返し、血液型はAB型。

## 来歴・人物
小学校6年生の時に熱田神宮の少年相撲大会で優勝し、それを見た中京中学校相撲部の監督に見出されて1968年春、中京中学校へと進学した。小学校時代は野球に熱中していたが、「野球部は強豪校だからレギュラーに選ばれるのは大変だが、相撲部なら選ばれるかもしれない」と考えて相撲部に入ったという。
中京高校（現・中京大中京高校）でも相撲を続け、1973年には、国民体育大会の少年Aの部で個人優勝するなど活躍を見せた。
その頃、高校および同郷の先輩でもある春日野部屋付きの当時の清見潟親方（元前頭1・栃王山）に「大学へ行ったつもりで、4年間やってみろ」と勧誘され、卒業前に春日野部屋に入門。同年11月場所、18歳で初土俵を踏んだ。
なお、同期の初土俵には、後の小結・大豊がいる。当初の四股名は、本名でもある「平野」。
当時の身長は168cmで、新弟子検査の基準だった170cmに満たなかったが、なぜか172cmとして新弟子検査に合格した。

本人が語るには、数多くの大学からの勧誘により板挟みに苦しみ「どこの大学を選んでも、先輩達に恨まれる」と悩んでいたことも大相撲入りの動機となったという。
1978年（昭和53年）7月場所にて、23歳で新十両に昇進。十両時代には、右アキレス腱を断裂してもなお休場せず、テーピングで足首を固めて出場を続けた経験を持っている。
十両昇進を機に四股名を「栃剣」と改めたものの、しばらくは十両と幕下との往復を繰り返した。しかし高校の後輩である栃司の急追に刺激され、1982年（昭和57年）3月場所にて、26歳で新入幕を果たした。
若手時代より、小兵ゆえの不利を「他の力士が5時に起きてくるなら、3時に起きて稽古した」、「序ノ口から廃業するまで、一日も稽古は休まなかった」と語られるほどの稽古熱心さで補った。その結果として、1987年（昭和62年）5月場所まで、計28場所幕内を務めあげた。
両手を着いての低い立合いからの左右のおっつけや前褌を取っての出し投げの他、立合い当たってからの突き落としや、得意の蹴返しなどの足癖も用いるなど、土俵一杯に動き回る取り口で活躍したが、特に1985年（昭和60年）11月場所で体重が倍以上ある小錦を破った一番は場内を沸かせた。以後、蹴返しを得意とする力士は少なく、栃剣の代名詞となっている。
引退後は年寄として協会に残る意向であったが、貯蓄の習慣を持たなかったことから年寄名跡を取得できずに終わり、西幕下18枚目に在位した1989年（平成元年）3月場所を最後に33歳で廃業した。怪我に強く、序ノ口から廃業まで、1日も休むことなく土俵に上がり続けた。現役最後の一番（平成元年3月場所の七番相撲）でも、蹴返しで勝ちを得た。
以後は千葉市内で相撲料理店を経営したが、失敗してほどなく店を閉め、ゲーム喫茶に勤務していた1997年（平成9年）11月に賭博行為で逮捕された。
現在は愛知県春日井市内にある（株）大島工作所に勤め、機械部品を県内の工場に配送する業務を行う傍ら、毎週日曜日に相撲教室で小学生達を指導している。本人曰く、指導内容は「ケガをしないように注意するだけ」という。
ちばてつやの漫画、『のたり松太郎』に登場する力士・駒田中こと「田中 清」のモデルとされている。本人はこれに対して、「オレをモデルにしたって話は、ちば先生から直接聞いたよ。田中くんの気が弱いところは、オレと正反対だったけどね」と答えている。

## エピソード
- 栃剣と同じ春日野部屋出身であり、現役時代は小兵の部類にあった栃翼が「栃剣さんにあやかりたい」と考え、音が似た四股名として「栃翼」を考えたという説がある。
- 入門後、ある後援者が栃剣を見るたびに「早く辞めなさい。高校相撲出身者は関取になれない。まして、お前のようなチビはなおさらだ。悪いことは言わないから、すぐクニに帰りなさい」と本気で忠告したといい、それが悔しくて精進したと栃剣は後年自ら語っている。
- 廃業から約15年が経過した2005年の夏頃、1人暮らしをしていた自身の先輩が自室で死亡してから2日後に発見されたところ、強烈な死臭が残った部屋で知人と共に一日中後片付けをしたという。「お世話になったから、当然のことですよ」と栃剣は話したと伝わっている。

## 主な成績・記録
- 現役在位：92場所
- 通算成績：507勝529敗 勝率.489
- 幕内在位：28場所
- 幕内成績：186勝234敗 勝率.443
- 連続出場：1036回（序ノ口以来無休、1974年1月場所-1989年3月場所）
- 三賞：1回
  - 技能賞：1回（1983年9月場所）
- 各段優勝
  - 序ノ口優勝：1回（1974年1月場所）

## 場所別成績
| | 一月場所 初場所（東京） | 三月場所 春場所（大阪） | 五月場所 夏場所（東京） | 七月場所 名古屋場所（愛知） | 九月場所 秋場所（東京） | 十一月場所 九州場所（福岡） |
| --- | ----------------------- | ----------------------- | ----------------------- | --------------------------- | ----------------------- | --------------------------- |
| 1973年 （昭和48年） | x                       | x                       | x                       | x                           | x                       | 番付外 2–1                  |
| 1974年 （昭和49年） | 東序ノ口7枚目 優勝 7–0  | 西序二段22枚目 6–1      | 東三段目65枚目 4–3      | 東三段目51枚目 5–2          | 東三段目20枚目 7–0      | 東幕下31枚目 5–2            |
| 1975年 （昭和50年） | 東幕下18枚目 5–2        | 西幕下8枚目 3–4         | 西幕下13枚目 4–3        | 東幕下11枚目 4–3            | 東幕下7枚目 2–5         | 西幕下21枚目 3–4            |
| 1976年 （昭和51年） | 東幕下29枚目 3–4        | 東幕下36枚目 4–3        | 東幕下27枚目 6–1        | 東幕下10枚目 3–4            | 東幕下16枚目 6–1        | 西幕下3枚目 5–2             |
| 1977年 （昭和52年） | 東幕下2枚目 3–4         | 西幕下6枚目 2–5         | 西幕下21枚目 3–4        | 西幕下25枚目 4–3            | 西幕下20枚目 3–4        | 西幕下28枚目 5–2            |
| 1978年 （昭和53年） | 西幕下15枚目 5–2        | 西幕下5枚目 4–3         | 西幕下筆頭 5–2          | 東十両12枚目 8–7            | 東十両10枚目 5–10       | 東幕下2枚目 4–3             |
| 1979年 （昭和54年） | 西十両12枚目 9–6        | 東十両7枚目 7–8         | 東十両9枚目 6–9         | 東十両11枚目 1–14           | 西幕下13枚目 5–2        | 西幕下6枚目 2–5             |
| 1980年 （昭和55年） | 東幕下19枚目 6–1        | 東幕下5枚目 2–5         | 西幕下18枚目 6–1        | 西幕下5枚目 4–3             | 東幕下3枚目 3–4         | 西幕下7枚目 3–4             |
| 1981年 （昭和56年） | 東幕下12枚目 6–1        | 東幕下2枚目 5–2         | 東十両12枚目 7–8        | 東幕下筆頭 5–2              | 東十両12枚目 9–6        | 東十両8枚目 8–7             |
| 1982年 （昭和57年） | 東十両3枚目 10–5        | 東前頭9枚目 6–9         | 西前頭13枚目 9–6        | 東前頭7枚目 6–9             | 西前頭10枚目 6–9        | 西十両筆頭 8–7              |
| 1983年 （昭和58年） | 西前頭13枚目 5–10       | 東十両4枚目 8–7         | 東十両3枚目 8–7         | 東十両筆頭 8–7              | 西前頭12枚目 10–5 技    | 西前頭2枚目 5–10            |
| 1984年 （昭和59年） | 西前頭9枚目 9–6         | 西前頭2枚目 4–11        | 西前頭8枚目 8–7         | 西前頭4枚目 4–11            | 西前頭13枚目 9–6        | 東前頭7枚目 6–9             |
| 1985年 （昭和60年） | 東前頭12枚目 9–6        | 西前頭7枚目 5–10        | 西前頭13枚目 8–7        | 西前頭10枚目 8–7            | 東前頭6枚目 5–10        | 西前頭12枚目 9–6            |
| 1986年 （昭和61年） | 東前頭5枚目 6–9         | 東前頭9枚目 8–7         | 東前頭4枚目 4–11        | 東前頭11枚目 8–7            | 西前頭5枚目 5–10        | 西前頭10枚目 8–7            |
| 1987年 （昭和62年） | 西前頭8枚目 8–7         | 西前頭3枚目 2–13        | 西前頭13枚目 6–9        | 西十両2枚目 3–12            | 東十両12枚目 8–7        | 東十両8枚目 8–7             |
| 1988年 （昭和63年） | 東十両5枚目 5–10        | 東十両10枚目 8–7        | 西十両7枚目 7–8         | 西十両10枚目 3–12           | 西幕下6枚目 1–6         | 西幕下32枚目 4–3            |
| 1989年 （平成元年） | 東幕下26枚目 4–3        | 西幕下18枚目 引退 1–6–0 | x                       | x                           | x                       | x                           |
| 各欄の数字は、「勝ち-負け-休場」を示す。 優勝 引退 休場 十両 幕下 三賞：敢=敢闘賞、殊=殊勲賞、技=技能賞 その他：★=金星 番付階級：幕内 - 十両 - 幕下 - 三段目 - 序二段 - 序ノ口 幕内序列：横綱 - 大関 - 関脇 - 小結 - 前頭（「#数字」は各位内の序列） |                         |                         |                         |                             |                         |                             |

### 幕内対戦成績
| 力士名   | 勝数 | 負数 | 力士名     | 勝数 | 負数 | 力士名 | 勝数 | 負数 | 力士名   | 勝数 | 負数 |
| -------- | ---- | ---- | ---------- | ---- | ---- | ------ | ---- | ---- | -------- | ---- | ---- |
| 青葉城   | 8    | 4    | 朝潮       | 2    | 2    | 旭富士 | 1    | 3    | 天ノ山   | 4    | 2    |
| 板井     | 6    | 9    | 大潮       | 2    | 3    | 巨砲   | 2    | 5    | 大錦     | 5    | 6    |
| 大乃国   | 0    | 1    | 大豊       | 3    | 1    | 魁輝   | 4    | 10   | 北尾     | 1    | 1    |
| 北の湖   | 0    | 3    | 騏乃嵐     | 1    | 3    | 霧島   | 7    | 6    | 起利錦   | 3    | 1    |
| 麒麟児   | 7    | 4    | 蔵間       | 8    | 9    | 黒瀬川 | 1    | 0    | 高望山   | 5    | 5    |
| 港龍     | 3    | 1    | 琴ヶ梅     | 2    | 3    | 琴風   | 0    | 2    | 小錦     | 2    | 7    |
| 斉須     | 2    | 4    | 蔵玉錦     | 3    | 0    | 逆鉾   | 2    | 5    | 佐田の海 | 9    | 8    |
| 薩洲洋   | 1    | 4    | 嗣子鵬     | 1    | 1    | 陣岳   | 8    | 5    | 神幸     | 0    | 2    |
| 太寿山   | 5    | 8    | 大徹       | 5    | 8    | 隆の里 | 0    | 2    | 孝乃富士 | 1    | 2    |
| 隆三杉   | 3    | 7    | 高見山     | 3    | 2    | 多賀竜 | 7    | 4    | 玉龍     | 4    | 2    |
| 竹葉山   | 0    | 2    | 千代の富士 | 0    | 4    | 寺尾   | 2    | 4    | 出羽の花 | 3    | 8    |
| 闘竜     | 10   | 8    | 花乃湖     | 5    | 0    | 播竜山 | 1    | 1    | 飛騨乃花 | 4    | 6    |
| 富士櫻   | 6    | 1    | 藤ノ川     | 3    | 3    | 鳳凰   | 3    | 8    | 北天佑   | 0    | 6    |
| 北勝海   | 2    | 3    | 前乃臻     | 0    | 3    | 益荒雄 | 1    | 2    | 三杉磯   | 3    | 5    |
| 水戸泉   | 1    | 2    | 若獅子     | 1    | 1    | 若嶋津 | 0    | 4    | 若瀬川   | 2    | 0    |
| 若の富士 | 2    | 1    |            |      |      |        |      |      |          |      |      |

## 改名歴
- 平野 展秀（ひらの のぶひで、1974年1月場所-1978年5月場所）
- 栃剣 展秀（とちつるぎ -、1978年7月場所-1989年3月場所）